# Fô-Bourè
Fô-Bourè è un arrondissement del Benin situato nella città di Sinendé (dipartimento di Borgou) con 12.707 abitanti (dato 2006).